# Rob McElhenney

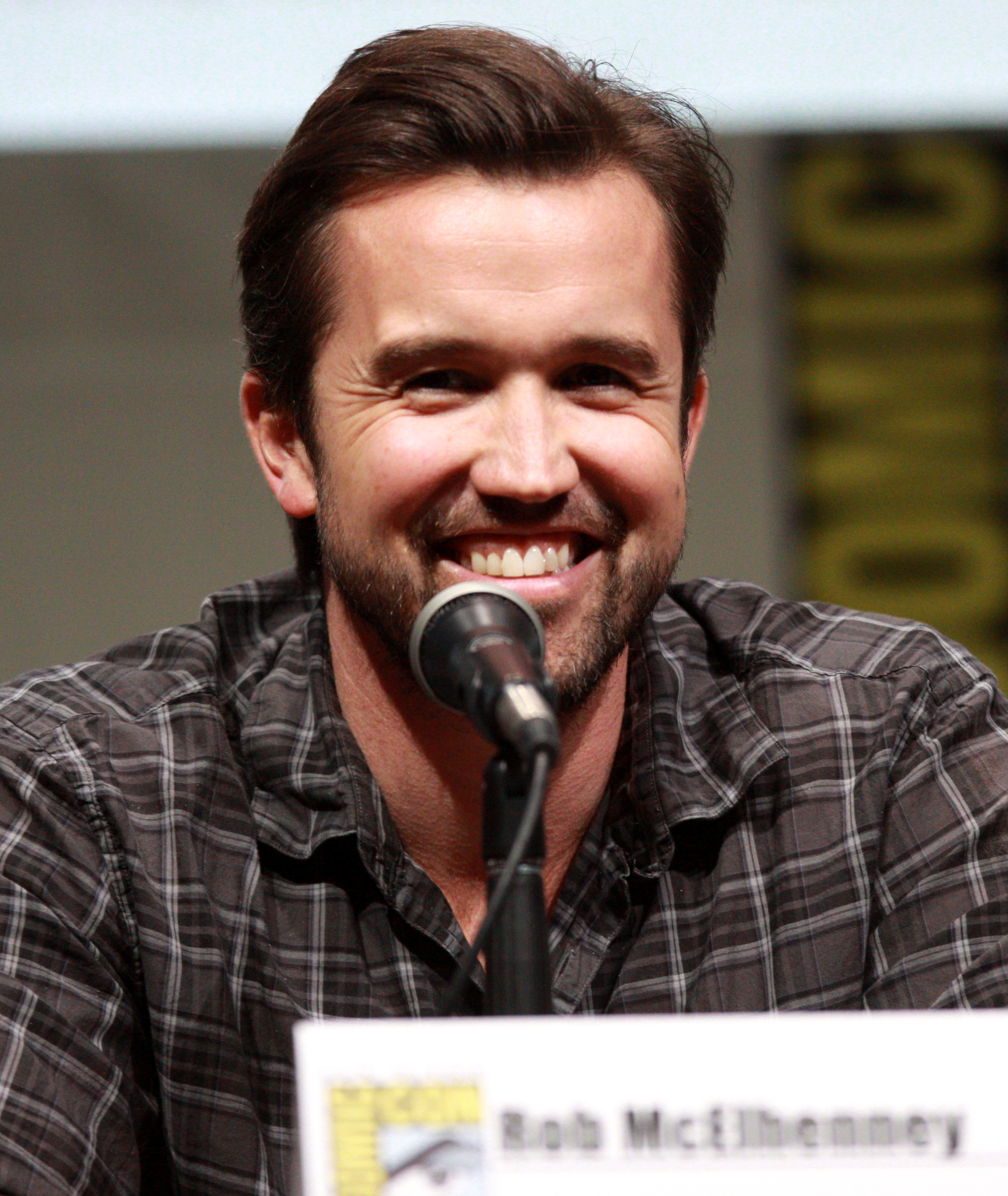
Rob McElhenney in 2013

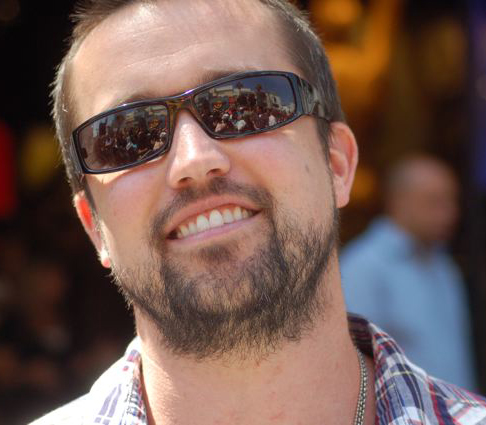
Rob McElhenney in 2011

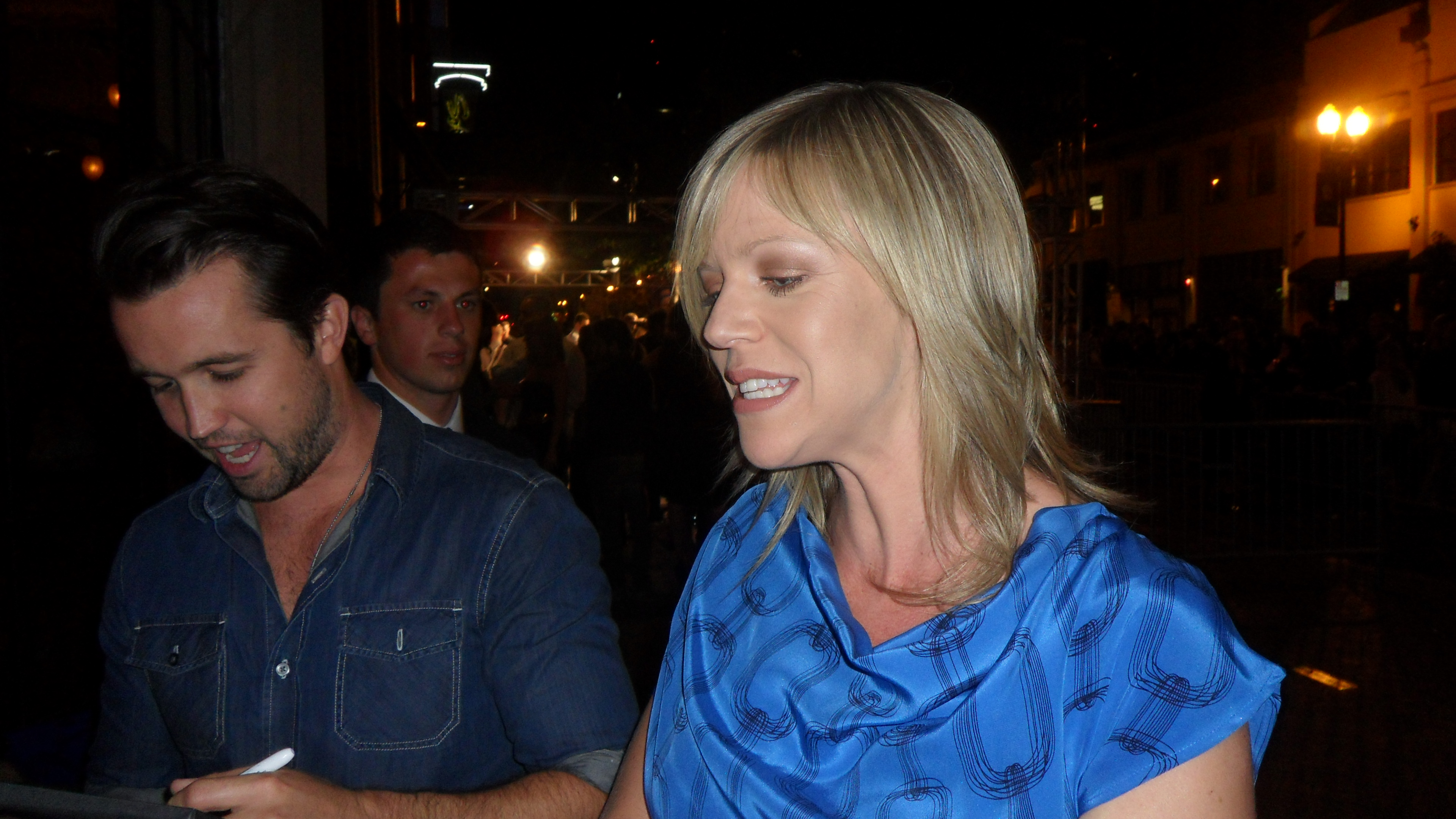
Rob McElhenney met zijn vrouw
Kaitlin Olson in 2010

Robert Dale 'Rob' McElhenney (Philadelphia (Pennsylvania), 14 april 1977) is een Amerikaans acteur, filmproducent, filmregisseur en scenarioschrijver en eigenaar van de Welshe voetbalploeg Wrexham AFC.

## Biografie
McElhenney werd geboren in Philadelphia (Pennsylvania) en groeide op bij twee lesbische moeders. 
McElhenney begon in 1997 met acteren in de film The Devil's Own, waarna hij nog meerdere rollen speelde in films en televisieseries. Hij is vooral bekend als acteur, filmproducent en scenarioschrijver in de televisieserie It's Always Sunny in Philadelphia.
McElhenney is in 2008 getrouwd met actrice Kaitlin Olson met wie hij twee zonen heeft. Zij hebben elkaar ontmoet op de set van de televisieserie It's Always Sunny in Philadelphia.
In 2021 kocht McElhenney samen met collega-acteur Ryan Reynolds voor 2 miljoen pond de Welshe voetbalploeg Wrexham AFC, dat speelt in de Engelse derde klasse en bekend staat als de op twee na oudste voetbalclub ter wereld.

## Filmografie

### Films
Uitgezonderd korte films.
- 2024 Deadpool & Wolverine - als TVA Soldier
- 2012 Living Loaded – als ??
- 2004 The Tollbooth – als Simon Stanton
- 2003 Latter Days – als oudere Harmon
- 2002 Long Story Short – als Trent
- 2001 Campfire Stories – als Ricky
- 2001 Thirteen Conversations About One Thing – als Chris Hammond
- 2000 Wonder Boys – als student
- 1998 A Civil Action – als tiener op terrain
- 1997 The Devil's Own – als Kevin

### Televisieseries
Uitgezonderd eenmalige gastrollen.
- 2005-2023 It's Always Sunny in Philadelphia – als Mac – 170 afl.
- 2020-2023 Mythic Quest: Raven's Banquet - als Ian - 29 afl.
- 2014-2017 The Mindy Project - als Lou Tookers - 4 afl.
- 2007-2010 Lost – als Aldo – 2 afl.

### Filmproducent
- 2024 ME, WE - televisieserie
- 2022-2023 Welcome to Wrexham - televisieserie - 21 afl.
- 2005-2023 It's Always Sunny in Philadelphia – televisieserie – 170 afl.
- 2020-2023 Mythic Quest: Raven's Banquet - televisieserie - 30 afl.
- 2018 Mean Jean - film
- 2018 The Cool Kids - televisieserie
- 2015-2016 On the Record with Mick Rock - televisieserie - 6 afl.
- 2011-2012 How to Be a Gentleman – televisieserie – 8 afl.
- 2012 Unsupervised – televisieserie - 10 afl.
- 2009 Boldly Going Nowher – film
- 2008 It's Always Sunny in Philadelphia: Sunny Side Up – korte film
- 2008 It's Always Sunny in Philadelphia Season 3: Dancing Guy – korte film
- 2008 It's Always Sunny in Philadelphia Season 3: Meet the McPoyles – korte film
- 2008 It's Always Sunny in Philadelphia Season 3: Sunny Side Up – korte film
- 2007 Danny DeVito & the Contract – korte film
- 2007 It's Always Sunny in Philadelphia: Making of Season 1 & 2 – korte film

### Filmregisseur
- 2020-2022 Mythic Quest: Raven's Banquet - televisieserie - 6 afl.
- 2005-2021 It's Always Sunny in Philadelphia – televisieserie – 3 afl.
- 2015 Pariah - film
- 2007 Danny DeVito & the Contract – korte film

### Scenarioschrijver
- 2024 ME, WE - televisieserie
- 2005-2023 It's Always Sunny in Philadelphia – televisieserie – 170 afl.
- 2022 Welcome to Wrexham - televisieserie - 1 afl.
- 2020-2021 Mythic Quest: Raven's Banquet - televisieserie - 20 afl.
- 2018 Mean Jean - film
- 2012 Living Loaded - film
- 2009 Boldly Going Nowher – film
- 2008 It's Always Sunny in Philadelphia Season 3: Dancing Guy – korte film
- 2008 It's Always Sunny in Philadelphia Season 3: Meet the McPoyles – korte film
- 2007 Danny DeVito & the Contract – korte film

- Bibsys: 10071950
- Bibliothèque nationale de France: cb160943359 (data)
- Gemeinsame Normdatei: 1176845039
- International Standard Name Identifier: 0000 0000 4748 973X
- Library of Congress Control Number: no2007123753
- Virtual International Authority File: 73644445
- WorldCat: E39PBJw4y6rCFvj4QRYcvcXGHC